# Impermeable

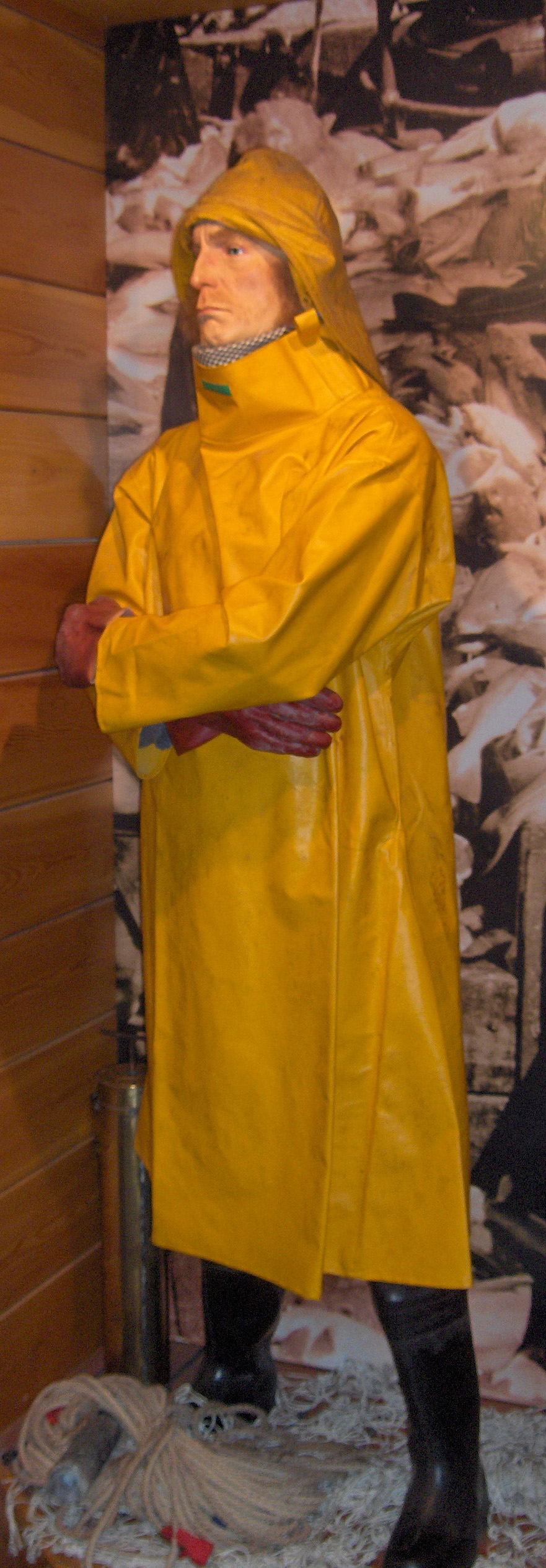
Un impermeable de color groc

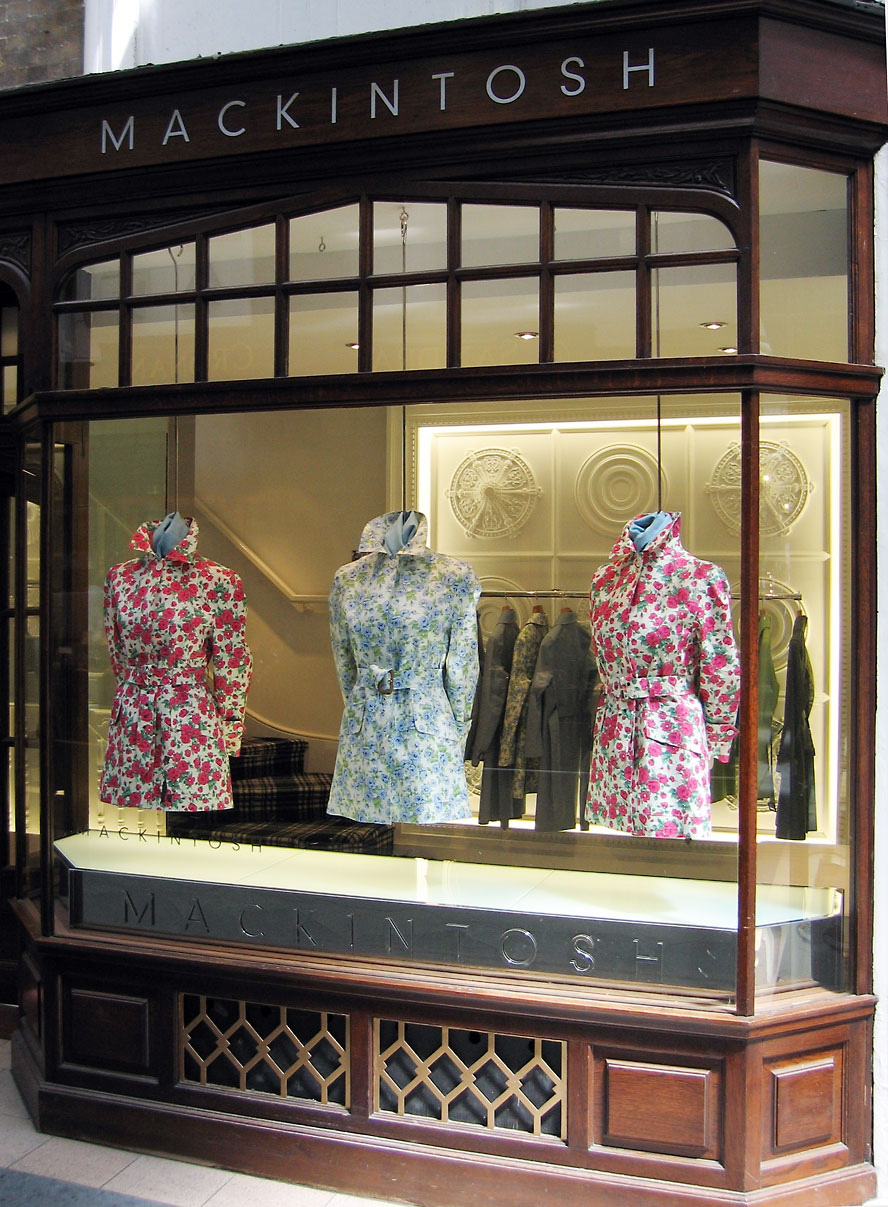
Tres impermeables a l'aparador d'una botiga

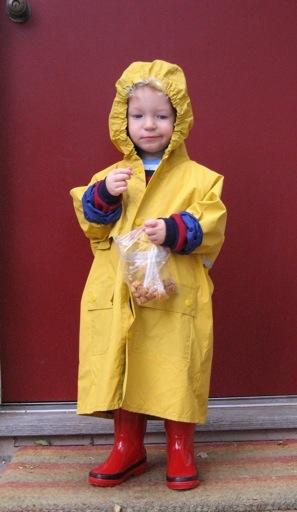
Nen amb un impermeable i botes d'aigua

Un impermeable o roba d'aigua (només en anglès: mackintosh) és un tipus de gavardina no permeable a l'aigua, per a protegir de la pluja, fet de material plastificat o laminat amb plàstic. Va aparèixer al segle xix a Escòcia. S'usen molt a esports i professions a la mar, com la pesca, i també els solen portar els nens petits, junt amb les botes de goma, els dies de pluja. També n'hi ha versions més fines per a homes i dones, que van estar en voga sobretot cap als anys 70 i 80 del segle xx.

Una peça semblant a l'impermeable és la capelina, que es distingeix en què té forma de capa tancada, sense mànigues, molt pràctica per a superposar-la sobre una peça d'abrigar i que s'ha usat molt per a fer muntanya i anar en bicicleta. El cangur va ser una mena d'impermeable, ja fet amb un teixit molt més tou i lleuger, que tenia la particularitat que es replegava dins seu mateix, sovint a una butxaca darrera del coll, de manera que quedava com una mena de bossa compacta que es podia dur en una motxilla petita o fins i tot lligada a la cintura.
Recentment, amb l'aparició de teixits impermeables més lleugers, tous i còmodes, el seu ús s'ha restringit molt. Els anoracs són peces de vestir impermeables, que ja no són de plàstic, com també ho són els paravents, la roba d'esquí, per anar en moto, etc.

## Mackintosh
La marca Mackintosh deu el nom al cognom del seu propietari, Charles Macintosh, amb la variació d'una k afegida. Charles Macintosh va patentar el seu invent de teixit plastificat impermeable l'any 1823 i els primers impermeables eren fets a la fàbrica tèxtil familiar, la Chas Macintosh and Co de Glasgow. Però el 1830 la companyia es va fusionar amb la companyia de roba de Thomas Hancock a Manchester. Hancock també havia estat experimentant amb teixits recoberts de goma des de 1819.
Els primers impermeables tenien el problema de l'olor i una tendència a fondre's en el clima calorós, però en Hancock continuà millorant els seus teixits impermeables, tot patentant un mètode per a vulcanitzar goma el 1843, que va resoldre molts dels problemes.
Durant els segles XIX i xx, la companyia va continuar fabricant impermeables i a finals del segle xx va ser anomenada Traditional Weatherwear Ltd, amb una fàbrica establerta a Cumbernauld a prop de Glasgow. La marca ha col·laborat amb altres marques de roba i complements com per exemple Gucci, Hermès o Louis Vuitton. L'empresa va guanyar un Queen's Awards for Enterprise l'any 2000 pel seu èxit en el comerç internacional.